# Gymnocalycium andreae
Gymnocalycium andreae je kaktus z rodu Gymnocalycium, původním výskytem v pohoří Sierra de Córdoba v argentinské provincii Córdoba. V rámci svého rodu se jedná o menší odnožující rostliny, které kvetou žlutě, což je mezi Gymnocalycii poměrně výjimečné. Rostlina nese jméno na počest německého pěstitele kaktusů Wilhelma Andreae (1895–1970).

## Popis
Jedná se o pomalu rostoucí kaktus, jehož tmavě zelené tělo obvykle dorůstá pouze 5 cm na šířku a na výšku sotva vyčnívá nad úroveň země. Rostlina později odnožuje, takže tvoří mnohohlavé shluky, které mohou mít v průměru až desítky centimetrů. Rostlina vyniká svým kanárkově žlutým květem.

## Výskyt
Výskyt druhu je uváděn  v pohoří Sierra de Córdoba u Cerro Los Gigantes  ve výškách mezi 1500–2000 m n. m. Jedné se tedy o horské kaktusy, které rostou jak ve skalních štěrbinách, tak v bohatších humózních půdách nahloučené v lučních společenstvech. Díky horskému prostředí snáší tvrdší podmínky neboť klima v oblasti je poměrně vlhké s častými srážkami nebo mlhou po celý rok a zimním sněhem.

## Pěstování
Pěstování není náročné. K dobrému růstu rostlině vyhovuje polostín, teploty do 30°C s nárazovou zálivkou, provedenou vždy až po vyschnutí substrátu. V zimě, kdy nezaléváme, mohou teploty klesnout až k 0°C a rostlina snáší i temné zimování. Rozmnožovat lze jak odnožemi, tak výsevem semen.

## Galerie
- video kvetení kaktusu

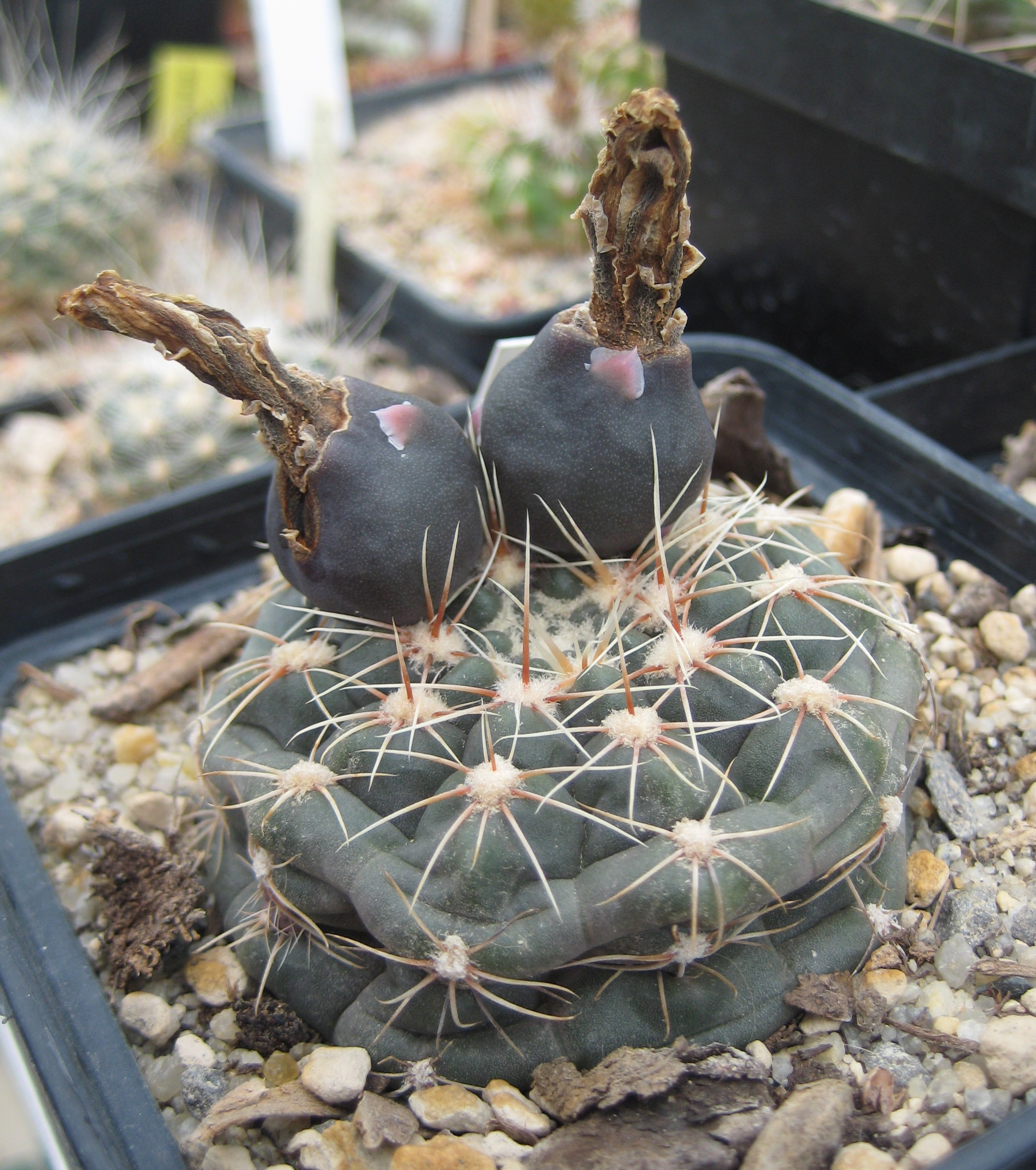
plody
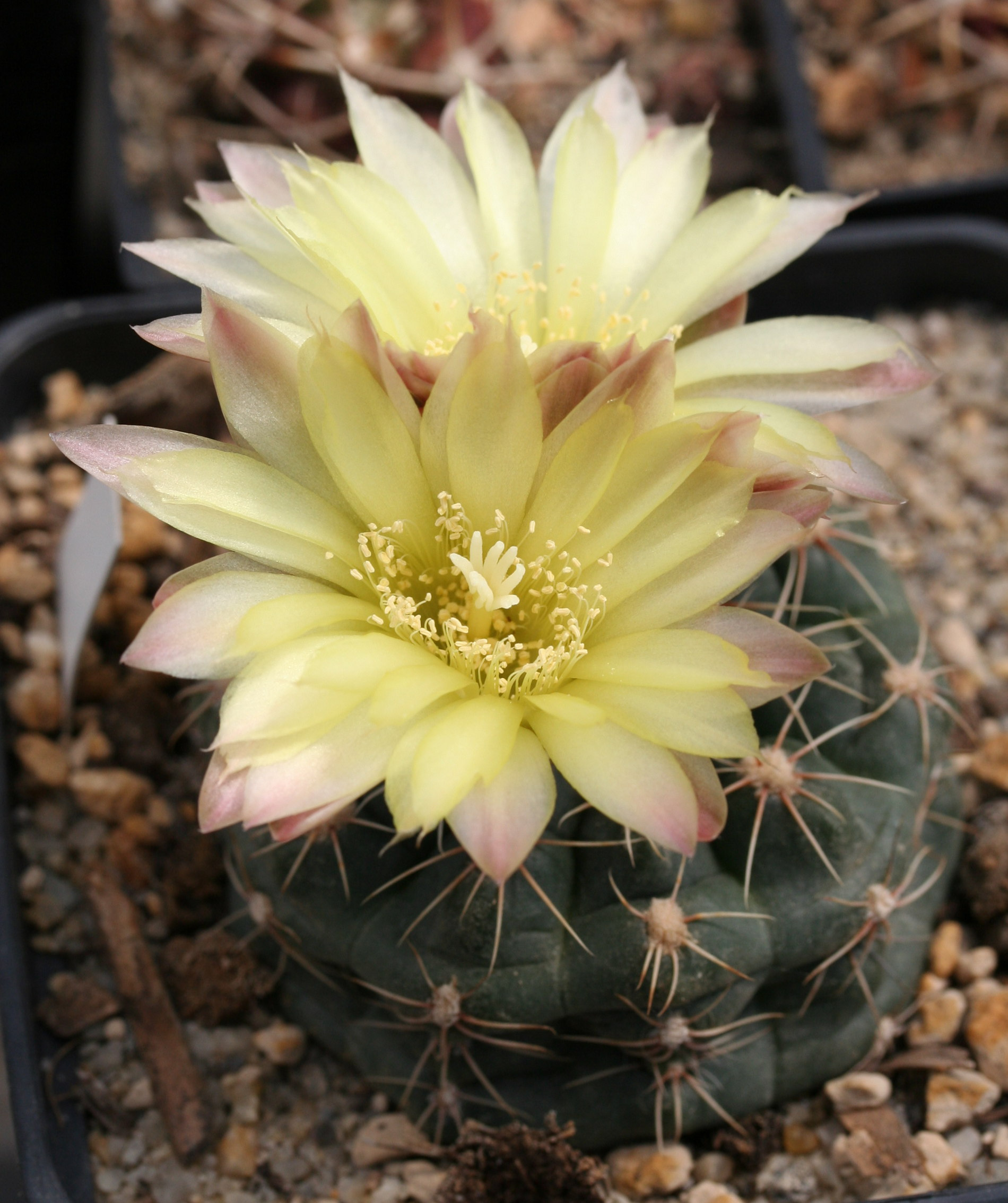
v květu